# Balones
Balones – gmina w Hiszpanii, w prowincji Alicante, we wspólnocie autonomicznej Walencja, o powierzchni 11,25 km². W 2011 roku liczyła 157 mieszkańców.